# 宇土市立網津小学校
宇土市立網津小学校（うとしりつ あみつしょうがっこう）は、熊本県宇土市網津町にある公立小学校。

## 沿革
- 1872年 （明治5年）- 網津・網引・笠岩・笹原・城塚の5村を1組合として4小学校を創立
- 1887年（明治20年） - 網津・笠岩・笹原の3校を合併して尋常小学校とする。網引に簡易科教場を置く
- 1889年（明治22年） - 網津・網引・笠岩が合併して網津村となり、網津小学校とする。網引簡易科教場を置く
- 1892年（明治25年） - 網津尋常小学校を設立、網引に網津尋常小学校網引分室を設置
- 1906年（明治39年） - 高等科を設置。
- 1908年（明治41年） - 高等科は自然廃科となり網津小学校と称する
- 1917年（大正6年） - 高等科の併置
- 1941年（昭和16年） - 網津国民学校と改称
- 1947年（昭和22年） - 網津村立網津小学校と改称
- 1954年（昭和29年） - 宇土町立網津小学校と改称
- 1958年（昭和33年） - 市制移行により宇土市立網津小学校と改称
- 1972年（昭和47年） - 網引分校を網引分室と改称
- 1973年（昭和48年） - 網引分室を廃校